# Mario Ravnić
Mario Ravnić (Muggia, 1920 – ...) è stato un calciatore jugoslavo, di ruolo portiere.
Il suo cognome viene talvolta riportato con la grafia Ravnich.

## Carriera
Nato a Muggia nel 1920, giocava nel ruolo di portiere e il suo nome viene talvolta riportato con la grafia Raunich: per tale motivo non è da escludere che coincida con il Mario Raunich portiere (non titolare) del Grion di Pola nella stagione 1942-1943 in Serie C. Nella stagione 1945-1946 disputò il campionato della città di Fiume con la casacca del Torpedo, mentre nella stagione 1946-1947 totalizzò 25 presenze (con 42 reti subite) nel massimo campionato jugoslavo con la casacca del Quarnero/Kvarner (la denominazione del club era bilingue). Per le sue prestazioni ricevette l'onore della convocazione nella nazionale jugoslava in occasione dell'amichevole contro la Cecoslovacchia (disputata l'11 maggio 1947) anche se non scese in campo. Al termine della stagione il club fiumano, classificatosi al nono posto, retrocedette nella Seconda Lega Federale dopo aver perso una sorta di playout contro la settima classificata. Nella stagione successiva disputò 18 partite in Druga Liga, non riuscendo a evitare la retrocessione nel terzo livello. Rimase al Kvarner fino al 1949, per poi passare alle squadre fiumane minori come il Lucki Radnik (ex Magazzini Generali) e la Torpedo.
Il fratello minore Eugen e il nipote Mauro furono anch'essi calciatori, più precisamente portieri.